# Arza
Arza (kinesiska: Azha, 阿扎, 阿扎镇) är en köping i Kina. Den ligger i den autonoma regionen Tibet, i den sydvästra delen av landet, omkring 230 kilometer nordost om regionhuvudstaden Lhasa. Antalet invånare är 4 879. Befolkningen består av 2 289 kvinnor och 2 590 män. Barn under 15 år utgör 29,0 %, vuxna 15-64 år 67 %, och äldre över 65 år 3,0 %.
Runt Arza är det mycket glesbefolkat, med 2 invånare per kvadratkilometer. Arza är det största samhället i trakten. Trakten runt Arza består i huvudsak av gräsmarker.
Genomsnittlig årsnederbörd är 1 096 millimeter. Den regnigaste månaden är juni, med i genomsnitt 234 mm nederbörd, och den torraste är december, med 7 mm nederbörd.